# Міжмолекулярні сили
Міжмолекуля́рні си́ли (англ. intermolecular forces) — сили притягання або відштовхування між молекулами на малих відстанях (порядку 10−7 см).

## Загальний опис
До міжмолекулярних сил відносять орієнтаційні, індукційні, дисперсійні сили. Вони є слабкішими за хімічні  зв'язки. Прикладом міжмолекулярних сил є водневі  зв'язки, диполь-дипольні  взаємодії, сили ван дер Ваальса.
Сили притягання визначають когезію молекул у рідині і твердому стані, адгезію, тертя, дифузію, поверхневий  натяг, в'язкість. Сили відштовхування є силами близької дії, вони стають значними, коли електронні хмарки молекул перекриваються, і визначають механічну жорсткість молекул, стискуваність речовини.